# Georges Kerbrat
Georges Bertrand Kerbrat (né le 2 novembre 1918 à Landerneau et mort le 17 août 1995 à Brest) est un médecin et un homme politique français.

## Biographie
Georges Kerbrat perd son père alors qu'il n'a que trois ans. Pupille de la Nation, il commence sa scolarité dans sa ville natale à Saint-Joseph puis au collège du Kreisker de Saint-Pol-de-Léon. Sa mère s'étant installée à Paris, il ira au lycée Saint-Jean-de-Passy. Ses résultats étant brillants, il fait médecine, d'abord comme externe des hôpitaux de Paris, puis interne.
Après la mobilisation d'août 1939, il est enrôlé comme médecin auxiliaire, puis médecin-lieutenant des FFI en 1944. Reçu docteur en médecine en 1948, il retourne à Brest à l'hôpital Ponchelet (l'hôpital Morvan ne rouvrira qu'en 1959). À trente ans, il devient premier patron de clinique et phtisiologue et en 1968, maître de conférence agrégé de l'École de médecine. Il en sera vice-doyen en 1980.
Fondateur puis président d'honneur de la Société de pneumologie de l'ouest, il est également membre de la Société de la tuberculose et des maladies respiratoires.
Georges Kerbrat est aussi un homme politique. Après la guerre, il se définissait comme « gaullien de pures traditions ». Il entre au conseil municipal après les élections de 1954, mais quitte la mairie en 1965. Conseiller général du Finistère de 1961 à 1967 (élu par le canton de Brest-2), il est suppléant du député Charles Le Goasguen et assure la présidence de l'UNR du Finistère de 1973 à 1981. De nouveau au conseil municipal en 1983, lorsque la crise éclate en 1985 au sein de la municipalité, il accepte de succéder à Jacques Berthelot, démissionnaire, et est élu maire de Brest jusqu'en 1989.

## Mandats
- 15 juillet 1985 – 24 mars 1989 : maire de Brest

## Décorations et hommages
- Chevalier de la Légion d'honneur
- Chevalier de l'ordre national du Mérite
- Chevalier de l'ordre des Palmes académiques

En son honneur, une voie porte son nom près de l'hôpital de la Cavale-Blanche, établissement de soins pour lequel il s'était investi pendant des années.

## Sources
- Gérard Cissé, Dans les rues de Brest de 1650 à 1985, 2012.